# BSAT-2b
BSAT-2bは、かつて放送衛星システムが所有していたBSデジタル用の放送衛星である。メーカはオービタル・サイエンシズでSTARバスを使用。
2001年7月13日にアリアン5ロケットにより打ち上げられた。しかし、アリアン5ロケットの3段目の故障により、予定されていた軌道への投入に失敗し、運用できない状態となった。代わりの予備衛星としてBSAT-2cを調達し、2003年6月12日にアリアン5ロケットにより打ち上げられた。
BSAT-2bはその後、2014年1月28日に大気圏に突入し消滅した。